# Clidemia bullosa
Clidemia bullosa är en tvåhjärtbladig växtart som beskrevs av Dc.. Clidemia bullosa ingår i släktet Clidemia och familjen Melastomataceae. Inga underarter finns listade i Catalogue of Life.